# Саксония-Кобург и Гота
Саксония-Кобург и Гота (на немски: Herzogtum Sachsen-Coburg und Gotha) е Ернестинско херцогство от 1826 до 1918 г. Столици са Кобург и Гота и е управлявано от род Ветини/Ернестини.

## История
Двойното херцогство Саксония-Кобург и Гота се създава през 1826 г. от Ернестинските херцогства Саксония-Кобург и Саксония-Гота според решението на крал Фридрих Аугуст II от Саксония в договора от Хилдбургхаузен от 12 ноември 1826 г. То е управлявано първо от херцог Ернст I.
След края на монархията през 1918 г. се създават Свободна държава Кобург (Freistaat Coburg) и Свободна държава Саксония-Гота (Freistaat Sachsen-Gotha), в началото наричана Република Гота (Republik Gotha). След народно гласуване на 30 ноември 1919 г. Свободната държава Кобург се присъединява на 1 юли 1920 г. към Свободната държава Бавария. На 1 май 1920 г. Свободната държава Гота се присъединява към новата държава Тюрингия (1920 – 1952) (Land Thüringen).

## Херцози на Саксония-Кобург и Гота
- Ернст I 1826 – 1844
- Ернст II 1844 – 1893
- Алфред 1893 – 1900
- принц Ернст II цу Хоенлое-Лангенбург, регент 1900 – 1905
- Карл Едуард 1905 – 1918